# Vilobí del Penedès
Vilobí del Penedès ist eine katalanische Gemeinde in der Provinz Barcelona im Nordosten Spaniens. Sie liegt in der Comarca Alt Penedès.

## Gemeindepartnerschaft
Vilobí del Penedès unterhält eine Partnerschaft mit der italienischen Gemeinde Chiusanico.